# Cmentarz żydowski w Parzęczewie
Cmentarz żydowski w Parzęczewie – został założony w XVIII wieku i zajmuje powierzchnię 0,5 ha, na której wskutek dewastacji (najprawdopodobniej z czasów II wojny światowej), nie zachowały się żadne nagrobki. Cmentarz jest obecnie nieogrodzony.